# Partia Najpierw Naród
Partia Najpierw Naród (chiń. upr. 亲民党; chiń. trad. 親民黨; pinyin Qīnmíndǎng) – partia polityczna w Republice Chińskiej na Tajwanie, należąca do koalicji Niebieskich. W literaturze, także polskiej, spotykana pod angielską nazwą People First Party  (PFP).
Utworzona w 2000 roku przez Jamesa Soonga po tym, jak przegrał on wybory prezydenckie (startował jako niezależny, gdy Kuomintang odmówił mu poparcia). Charyzmatyczny Soong zdołał przyciągnąć do swej partii wielu członków KMT, niezadowolonych z polityki ówczesnego przewodniczącego, Lee Teng-huia. Partia od początku miała charakter populistyczny, wodzowski i opowiadała się za stworzeniem z Chinami unii ekonomicznej, co interpretowano jako stanowisko prozjednoczeniowe. Ze względu na dominację Soonga i fakt, że większość jej ważnych działaczy to zdecydowani chińscy nacjonaliści, partia ta miała charakter skrajny.
W wyborach w grudniu 2001 roku, odniosła duży sukces, zdobywając 46 mandatów w ówcześnie 225-osobowym Yuanie ustawodawczym (parlamencie). Mimo napięć między nią a KMT utworzyła z tym ostatnim tzw. stronnictwo Niebieskich, zapewniając sobie większość nad Zielonymi, popierającymi prezydenta Chen Shui-biana.
W wyborach prezydenckich 2004, by nie dzielić głosów między kandydatów KMT i PFP, Soong zdecydował się kandydować na wiceprezydenta u boku Lien Chana. Duet Lien-Soong przegrał wybory minimalną różnicą 0,19%. Wkrótce po wyborach obaj byli kandydaci złożyli oficjalne wizyty w ChRL, co spowodowało wiele komentarzy w mediach.
W 2006 Soong przegrał wybory na burmistrza Tajpej, po czym ogłosił wycofanie się z polityki, co zagroziłoby PFP. W kolejnych wyborach (lokalnych i parlamentarnych) partia wysuwała kandydatów w porozumieniu lub wspólnie z KMT, kontynuując taktykę niedzielenia głosów. W 2008 roku zdobyła 8 ze 113 miejsc w parlamencie, a w 2012 roku 3 miejsca. W 2016 roku ponownie wprowadziła 3 deputowanych.